# Nasrin Sotoudeh
Nasrin Sotoudeh (Irão, 1963), é uma advogada de direitos humanos iraniana. É conhecida por ter representado activistas e políticos da oposição iraniana que foram presos, após as eleições presidenciais iranianas de 2009, bem como prisioneiros condenados à morte por crimes cometidos quando eram menores.  Entre os seus clientes encontram-se o jornalista Isa Saharkhiz,  Shirin Ebadi laureada com o Nobel da Paz e Heshmat Tabarzadi. Também representou mulher presas por ter aparecido em público sem um hijab, que é uma ofensa punível no Irão. 
O documentário "Nasrin", filmado em segredo no Irão, abordou a sua luta pelos direitos das mulheres, crianças e minorias. 

## Biografia
Nasrin Sotoudeh  nasceu no Irão em 1963, numa família iraniana religiosa da classe média. 
Ela queria estudar filosofia na faculdade mas não teve notas suficientemente altas para conseguir entrar nesse curso, por isso acabou por estudar direito na Universidade Shahid Beheshti, em Teerão. Terminada a licenciatura em direito internacional e passado o exame da ordem em 1995, teve de esperar 8 anos para ter permissão  para exercer advogacia.
É casada com Reza Khandan com quem tem dois filhos. Sotoudeh declarou que Reza é um homem moderno, ficando do lado dela e do seu trabalho. 

## Percurso Profissional
A sua carreira profissional começou no escritório jurídico do Ministério da Habitação do Irão onde trabalhou durante dois anos. Seguiu-se o departamento jurídico do banco estatal Tejarat. Enquanto lá trabalhou, ela fez parte da equipa que preparou os casos apresentados pelo Irão no tribunal de Haia durante a sua disputa com os Estados Unidos da América.
O seu primeiro trabalho na área dos direitos das mulheres, foi uma série de entrevistas, relatórios e artigos para o jornal Daricheh, que foi rejeitada pelo seu editor-chefe o que a deixou ainda mais determinada  em trabalhar na área. 
O trabalho de Sotoudeh incluía defender crianças alvo de abuso e as mães destas,  de maneira a que estas não tivessem de regressar para os pais que abusavam delas. Ela acredita que muitos dos agressores estão doentes ou foram vitimas de abuso no passado e que precisam de ajuda profissional. Ela tem esperança que os tribunais venham a recorrer cada vez mais a psicólogos e especialistas na análise de casos de abusos para que as crianças sejam protegidas. 
Antes de ser presa, Sotoudeh representava activistas e jornalistas como Kourosh Zaim, Isa Saharkhiz, Heshmat Tabarzadi, Nahid Keshavarz, Parvin Ardalan, Omid Memarian e Roya Tolouie.  Trabalhou de perto com Shirin Ebadi laureada com o Nobel da Paz  e no centro de defesa dos direitos humanos desta. 
Após ser presa, Ebadi pediu a sua libertação e expressou preocupação com a sua saúde. O ex-presidente checo Václav Havel e Zahra Rahnavard, esposa do líder da oposição Mir-Hossein Mousavi, também pediram a libertação de Sotoudeh. 

## Prisão
Sotoudeh, em Setembro de 2012, foi acusada de espalhar propaganda contra o estado e a segurança nacional iraniana, e foi presa e enviada para prisão em Evin onde foi colocada na solitária.  Em Janeiro de 2011, as autoridades iranianas condenaram-na a 11 anos na prisão, proibiram-na praticar direito e de deixar o país durante 20 anos. Mais tarde, nesse ano, um tribunal de recurso reduziu a pena a 6 anos e ficou proibida de praticar direito durante 10 anos.
Foi novamente presa em 2018 e em Março do ano seguinte, foi condenada a prisão em Teerão, depois de ter sido acusada de ofensas contra a segurança nacional. Embora um juiz de Teerão tenha dito à agência de noticias Islamic Republic News que ela ia ficar presa por 7 anos, foi reportado por outras fontes que a sentença máxima incluía 10 anos de prisão, 148 chicotadas, e outros seis veredictos e sentenças que somadas dão um total de 38 anos. Porém, a sentença foi reduzida para um total de dez anos. Ela continua presa em Gharcheck. 

#### Primeira prisão e julgamento
No dia 28 de Agosto de 2010, as autoridades iranianas invadiram o escritório de Sotoudeh. Na altura, ela era advogada de Zahra Bahrami que tinha dupla nacionalidade (holandesa e iraniana) e que era acusada de actuar contra a segurança nacional; não há certezas de que a invasão esteja relacionado com este caso.  No mês seguinte, Sotoudeh foi presa e acusada de espalhar propaganda contra o estado e de conspirar contra a segurança nacional iraniana. 
A Amnistia Internacional lançou uma campanha pedindo a sua libertação, designando-a de prisioneira de consciência e alertando que ela corria o risco de ser torturada e maltratada.  Sotoudeh, que estava presa na prisão de Evin foi mantida em confinamento na solitária. 
Em Janeiro de 2011, as autoridade iranianas sentenciaram-na a 11 anos de prisão, graças a acusações que incluíam actividades contra a segurança nacional e propaganda contra o regime. Adicionalmente, ela foi proibida de exercer advogacia e de deixar o país durante 20 anos.  Em meados de Setembro, um tribunal de recurso reduziu a sentença de prisão a 6 anos e deixou estar banida de exercer, podendo fazê-lo após 10 anos. 

##### Greves de Fome
No dia 25 de Setembro de 2010, ela iniciou uma greve de fome para protestar contra o facto de lhe serem negadas visitas e fazer e receber telefonemas da família. De acordo com o marido, ela terminou a greve de fome passadas 4 semanas, a 23 de Outubro. 
A 17 de Outubro de 2012, iniciou uma nova greve de fome como protesto contra novas restrições às visitas da família.  Ao 47º dia de greve, o marido descreveu o estado de saúde como péssimo, ela apresentava sinais alarmantes de deterioração, como tonturas, problemas de visão, instabilidade ao caminhar, pressão baixa e uma magreza extrema. Parou a greve de fome no dia 4 de Dezembro de 2012, após ter sido visitada por membros do parlamento na prisão e que acederam ao seu pedido de permissão para a filha viajar. 
Entra novamente em greve de fome em 2018, protestando contra a sua detenção e o assédio governamental sobre a sua família e amigos. 

##### Libertação
Ela e mais dez presos políticos foram libertados, entre eles o líder da oposição Mohsen Aminzadeh, no dia 18 de Setembro de 2013, dias antes de o presidente iraniano Hassan Rouhani discursar nas Nações Unidas.  Não foi dada qualquer explicação pela sua libertação antecipada. 

#### Segunda Prisão
É novamente detida em Junho de 2018.  De acordo com o o seu advogado, ela foi acusada de espionagem, disseminação de propaganda e de depreciar o supremo líder do Irão, Ali Khamenei.  Foi condenada a 5 anos de prisão por agir contra a segurança nacional. 
A 22 de Agosto de 2018, 60 membros do Parlamento Europeu apelaram ao presidente iraniano Hassan Rouhani que desenvolvesse esforços no sentido dela ser incondicionalmente libertada. 
No inicio de Março de 2019, foi condenada in absentia, após ter recusado estar presente no julgamento perante o Tribunal Revolucionário Islâmico de Teerão, porque não pode seleccionar o seu próprio conselho. Foi acusada de várias ofensas, nomeadamente de ser membro de uma organização de direitos humanos e alimentar a corrupção e a prostituição. 
A 11 de Março, o juíz Mohammad Moqiseh disse à agência Islamic Republic News que ela fora sentenciada a 5 anos por colocar em perigo a segurança do país e a dois anos por insultar o Khamenei. 
No dia seguinte, Reza Khandan, marido de Sotoudeh, declarou que apenas a sentença mais longa dos vários veredictos seria cumprida, ou seja, 10 anos de prisão (por encorajar a corrupção, devassidão e fornecer os meios para tal), de um total de 33 anos por 7 acusações agrupadas numa só; adicionados aos 5 anos de um outro caso, o que totaliza 38 anos mais 148 chicotadas. 
A 28 de Julho de 2020, Reza Khandan anunciou que as contas bancárias de Nasrin tinham sido congeladas por ordem do procurador, apesar de nenhuma das acusações contra ela estivessem relacionadas com finanças. 
Em 17 de Agosto de 2020, a filha dela, Mehraveh Khandan, foi detida em casa por forças de segurança e libertada sob fiança no mesmo dia. O director dos Direitos Humanos no Irão, Mahmood Amiry-Moghaddam, declarou que "o assédio pretende silenciar Nasrin Sotoudeh, que está a defender direitos humanos básicos com a sua greve de fome. A comunidade internacional deve colocar-se ao lado Nasrin Sotoudeh para evitar futuras pressões sobre defensores dos direitos humanos". 
A 20 de Outubro de 2020, Sotoudeh foi transferida da prisão de Evin para a de Qarchak em Varamin. 
Após testar positivo para a COVID-19, foi  temporariamente libertada, tendo regressado à prisão no dia 2 de Dezembro. 
No inicio de 2021, as contas do marido também foram congeladas. Ao falar com os Direitos Humanos no Irão, declarou: "Prender a minha filha e congelar as minhas contas bancárias prova que os castigos tornaram-se familiares, e quando eles querem punir um individuo, ele podem violar os seus direitos civis e privacidade e até fazer com que sejam demitidos, congelar as contas bancárias, proibi-los de saírem do país, por outras palavras, recorrerem a qualquer oportunidade para pressionar o individuo ou os seus familiares." 

##### Greve de Fome
A 11 de Agosto de 2020, Nasrin entrou novamente em greve de fome e publicou uma carta em que exigiu a libertação de prisioneiros políticos. 

## Prémios e Reconhecimento
Foi galardoada com vários prémios, nomeadamente:
- 2011 - PEN/Barbara Goldsmith Freedom to Write Award [36]

- 2011 - Southern Illinois University School of Law Rule of Law Citation [37]

- 2011 - Medalha Giuseppe Motta [38]

- 2012 - Ganhou em ex-aqueo com o realizador Prémio Sakharov [39]

- 2018 - Prémio Kurt Tucholsky [40]

- 2018 - Galardoada com o 33º Prémio Internacional  de Direitos Humanos Ludovic-Trarieux Prize, concedido pela primeira vez a Nelson Mandela em 1986 [41]

- 2019 - Prémio de Direitos Humanos atribuído pelo Conselho da Ordem dos Advogados da Europa (CCBE) [42]

- 2020 - A Associação de Juízes Alemães atribuiu-lhe o prémio Direitos Humanos [43]

- 2020 - Foi laureada com o Prémio Right Livelihood, que distingue homens e mulheres que agem para transformar o mundo num sitio mais justo, pacifico e sustentável. [44]

- 2020 - Recebeu as Chaves da Cidade de Florença [45]
- 2020 - Sotoudeh foi uma das mulheres presentes na lista da BBC das 100 Mulheres Inspiradoras e Influentes deste ano [46]

Em Filmes:
- Apareceu no filme Táxi realizado por Jafar Panahi em 2015, ela entra no carro de Panahi para ir visitar um cliente que está preso [47]

- O documentário Nasrin, filmado em segredo no Irão, retrata a sua vida profissional e privada até que a prendem pela segunda vez em 2018 [3][48]